# Alfonz Višňovský
Alfonz Višňovský (* 12. července 1956 Vranov nad Topľou) je bývalý slovenský fotbalista, obránce. Po skončení aktivní kariéry působí jako trenér a fotbalový funkcionář.

## Fotbalová kariéra
V československé lize hrál za Slovan Bratislava a Plastiku Nitra. Nastoupil v 55 ligových utkáních. Gól v lize nedal. V nižších soutěžích hrál i za Iskru Matador Bratislava.

## Ligová bilance
| Ročník                                      | Zápasy | Góly | Minuty | Klub                     |
| ------------------------------------------- | ------ | ---- | ------ | ------------------------ |
| 1. československá fotbalová liga 1978/79    | 8      | 0    | 720    | Slovan Bratislava        |
| 1. československá fotbalová liga 1979/80    | 15     | 0    | 1286   | Slovan Bratislava        |
| 1. československá fotbalová liga 1980/81    | 7      | 0    | 472    | Slovan Bratislava        |
| 1. slovenská národní fotbalová liga 1981/82 | 29     | 1    | -      | Iskra Matador Bratislava |
| 1. slovenská národní fotbalová liga 1982/83 | 29     | 1    | -      | Iskra Matador Bratislava |
| 1. československá fotbalová liga 1983/84    | 25     | 0    | 2136   | Plastika Nitra           |
| CELKEM 1. liga                              | 55     | 0    | 4614   |                          |